# Joseph Ankrah
Joseph Arthur Ankrah, wym. [ạ̈ŋkra:] (ur. 18 sierpnia 1915 w Akrze, zm. 25 listopada 1992 tamże) – ghański wojskowy (generał porucznik) i polityk.

## Życiorys
Pochodził z ludu Ga. Studiował w Accra Academy. Służył jako oficer w armii kolonialnej Wielkiej Brytanii. W lutym 1966 przy wsparciu CIA dokonał zamachu stanu, obalając przebywającego z wizytą w Pekinie prezydenta Kwame Nkrumaha i zastępując go na stanowisku prezydenta Ghany jako przewodniczący Narodowej Rady Wyzwolenia (jednocześnie był głównodowodzącym armii). Sprawował również urząd ministra spraw zagranicznych i ministra obrony. Od 24 lutego do 5 listopada 1966 był przewodniczącym Organizacji Jedności Afrykańskiej. W 1967 na konferencji w Kinszasie (stolicy Demokratycznej Republiki Konga) wszedł w skład specjalnej komisji OJA w sprawie secesji Biafry w Nigerii. W 1969 po przekazaniu władzy Akwasiemu Afrifie wycofał się z życia politycznego.